# Linia kolejowa Ebeleben – Mühlhausen
Linia kolejowa Ebeleben – Mühlhausen – dawna lokalna jednotorowa i niezelektryfikowana linia kolejowa w kraju związkowym Turyngia, w Niemczech. Łączyła miejscowości Ebeleben i Mühlhausen.